# NGC 360
NGC 360是位於南天杜鹃座的一个螺旋星系，它在哈伯序列中屬於Scd。据估计，它距離银河系約9800万光年，直徑约110,000光年。该天体于1834年11月2日由英国天文学家約翰·弗里德里希·威廉·赫歇爾发现。